# SSX3
『SSX3』（エスエスエックス スリー）は、エレクトロニック・アーツより発売されたスノーボードのスポーツゲームである。『SSX』シリーズの第3作目で、EA Sports Bigブランドのタイトル。キャッチコピーは"飛んだら、トブよ!!"。
日本ではPlayStation 2版とニンテンドー ゲームキューブ版の発売にとどまったが、北米と欧州ではXbox版とゲームボーイアドバンス版およびGizmondo版も発売された。

## 概要
『SSX』シリーズならではの、人間離れした大ジャンプや高速スピン、ボードを足から離しての大胆なトリックをメイクできることなどが特徴。走行中にトリックをメイクすることによりアドレナリンメーターが上昇し、ブーストが可能になる。アドレナリンメーターが最大まで上昇するとUberトリックをメイクでき、Uberトリックを4回成功させるとより複雑なスーパーUberトリックをメイクすることができる。
難易度の低いピーク1から難易度の高いピーク3までの、3つのピークに分かれた雪山が舞台となっている。その中でレースやハーフパイプといったイベントをこなしていく。3つのピークは全てつながっており、レースイベントなどを行わず、頂上から麓まで滑ることも可能。その間、暗転ローディングは発生しない。
雪山にはいくつかのロッジが用意されている。ロッジではイベントで入手したお金を使ってボードやアクセサリー、トリックを購入できたり、キャラクターの能力を上げたりすることができる。
ゲーム中は「ラジオBIG」という架空の番組が流れており、DJがラジオ放送風に音楽を流している。また、各キャラクターのエピソードや近況、今回の舞台となった雪山にまつわる話など、様々なラジオ風トークも用意されており、雪山の雰囲気を盛り上げる。日本版の「ラジオBIG」のDJはディヴ・フロムが担当している。

## キャラクター
基本的にどのキャラクターを選んでも能力に大きな差は出ない。ただし、グーフィースタンス（通常走行時の体の向きが逆）で滑るキャラが数名いる。なお、次の10名以外にも隠しキャラが存在する。
アレグラ
本名：アレグラ・サウヴァゲス
今作からの新キャラクター。アメリカ出身の18歳。パッケージ表紙に写っているのは彼女。グーフィースタンス。
エリサ
本名：エリサ・リッグス
前作から引き続きの登場。カナダ出身の26歳。長身に加えて魅力的なプロポーションの持ち主。別名ボムシェル。グーフィースタンス。
グリフ
本名：グリフ・シモンズ
今作からの新キャラクター。アメリカ出身の12歳。幼いながらも、PEAK1におけるレコード記録保持者。レギュラースタンス。
カオリ
本名：カオリ・ニシダケ
前作から引き続きの登場。日本出身の19歳。前作でもおなじみのツインテールが目印。ボーダーになる以前はアイドル歌手だったらしい。レギュラースタンス。
マック
本名：マック・マッケンジー・フレイザー
前作から引き続きの登場。アメリカ出身の18歳。子供っぽさも残るが、ボードに対してはストイックな性格。レギュラースタンス。
モビー
本名：モビー・ジョーンズ
前作から引き続きの登場。イングランド出身の18歳。ボーダーになる以前はBMXライダーだった。グーフィースタンス。
ネイト
本名：ネイト・ローガン
今作からの新キャラクター。アメリカ出身の26歳。本業は牧場仕事で、かなりの長身。レギュラースタンス。
サイモン
本名：サイモン・スターク
前作から引き続きの登場。カナダ出身の28歳。「狂人」サイモン。ネジが吹っ飛んでいるとも採れる凶暴な性格。グーフィースタンス。
ヴィゴ
本名：ヴィゴ・ローリグ
今作からの新キャラクター。スウェーデン出身の19歳。家業の影響でスキーリゾート地を渡り歩いた、まさにスキーセレブ。レギュラースタンス。
ゾーイ
本名：ゾーイ・ペイン
前作から引き続きの登場。アメリカ出身の22歳。ミステリアスな雰囲気だが、その奥にとてつもない精神力を持っている。レギュラースタンス。